# Álvaro Semedo
Pour les articles homonymes, voir Semedo.
Compléments
Semedo fut le premier européen à examiner de près la stèle nestorienne découverte en Chine
Álvaro de Semedo (en latin : Alvarus de Semedo ; en chinois : 曾德昭, Zeng Dezhao, ou 謝務祿 Xie Wulu), né en 1585 à Nisa (Portugal) et décédé le 18 juillet 1658 à Canton (Guangzhou) en Chine, était un prêtre jésuite portugais, missionnaire en Chine, sinologue et écrivain.

## Biographie
Né à Nisa, au Portugal en 1585 Álvaro de Semedo commence son noviciat chez les Jésuites le 30 avril 1602, à Evora. Alors qu’il suit le cours de philosophie il demande à être envoyé comme missionnaire en Inde. Ce qui lui est accordé. Le 29 mars 1608 il embarque pour Goa et l’Extrême-Orient. Arrivé à Goa la même année il fait ses études de théologie et est ordonné prêtre en janvier 1611.
Semedo est envoyé à Macao en 1613, et passe à Nanjing, dans l’empire chinois, pour y étudier la langue. En 1616 il fait de la prison à Nanjing, en compagnie d’un autre jésuite Alfonso Vagnoni, lors d’une vague de persécutions antichrétiennes. Il est ensuite renvoyé à Macao où il réside jusqu’en 1621.
Lorsque la situation se calme Semedo pénètre à nouveau en Chine impériale sous un nouveau nom chinois. Il s’appelle désormais 'Zeng Dezhao'.  Il œuvre dans les provinces de Jiangsu et Jiangnan, dans les régions méridionale et centrale de l’empire. Le seul voyage qu’il fit dans les régions septentrionales de la Chine fut en 1625, lorsqu’il visita Xi’an où il fut le premier européen à examiner de près la stèle nestorienne chrétienne récemment mise au jour. 
En 1636 Semedo fait un voyage en Europe, pour y représenter les jésuites de Chine à la congrégation jésuite des Procureurs, y recruter de nouveaux missionnaires, et s’assurer du soutien financier de l’Église d’Europe pour le travail missionnaire en Chine. Durant ce séjour il publie un long rapport qui, au-delà de la situation du christianisme en Chine, traite de l’histoire, de la philosophie et de la langue chinoise : ‘Relação da propagação de fé no reyno da China’ (mieux connu sous son titre espagnol Imperio de la China). Cette relation, qui offrait alors un grand intérêt, fut aussitôt traduite en espagnol (Madrid, 1642, in-4°) par Manuel de Faria e Sousa, qui y fit quelques additions. Le P. Jean Baptiste Giattini en donna une élégante version italienne (Rome, 1643, in-4°) et Louis Coulon une française sous ce titre Histoire du royaume de la Chine (Paris, 1645).
Selon l'introduction à l'édition de 1994, le manuscrit de la Relação da Grande Monarquia da China était terminé en 1637 : première édition en espagnol en 1642, suivi d'éditions en italien en 1643, 1653, 1667 et 1678, puis en français (1645, 1667), en anglais (1665) et en hollandais (1670).
Rentré en Chine Semedo œuvre à Guangzhou (Canton) où il est également le vice-provincial des Jésuites de la mission de Chine. C’est alors qu’il s’installe en permanence à Canton. Durant plusieurs années après la chute de Pékin où les Mandchous prennent le pouvoir en 1644 Semedo continue à  collaborer avec les loyalistes Ming en Chine méridionale. Ainsi il envoie un confrère jésuite, Michał Boym, résider à la cour de Yongli, dernier empereur Ming en Chine du Sud, alors même que la plupart des jésuites ailleurs en Chine ont fait allégeance à la nouvelle dynastie des Qing. 
Lorsque Canton est conquis par les Qing (1650) Semedo est brièvement détenu, mais rapidement libéré sans doute par l’intervention de Johann Adam Schall, très influent à Pékin. Semedo passe le reste de sa vie à Canton où il meurt entre le 18 juillet et le 10 août 1658.

## Écrits
- Relação da propagação de fé no reyno da China e outros adjacentes, manuscrit en portugais, 1637 (lire édition en ligne).
- Imperio de la China, i cultura evangelica en èl, por los religios de la Compañia de Iesus, traduction en espagnol, Madrid, 1642 (lire en ligne).
- Histoire universelle de la Chine, traduction en français, Paris, 1645, 1667 (lire en ligne) ; inclus Martino Martini, Histoire de la guerre de Tartares (mandchous), contenant les révolutions arrivées en ce grand royaume depuis quarante ans.